# Robin Schembera
Robin Schembera (* 1. Oktober 1988) ist ein ehemaliger deutscher Leichtathlet, der sich auf den 800-Meter-Lauf spezialisiert hatte.

## Berufsweg
Schembera besuchte das Landrat-Lucas-Gymnasium in Leverkusen und machte einen Bachelorabschluss zum Polizeikommissar an der FHöV Köln.

## Sportliche Karriere
2005 begann die Karriere von Robin Schembera mit einem 6. Platz bei den U18-Weltmeisterschaften in Marrakesch.
2006 schied Schembera im Halbfinale der Juniorenweltmeisterschaften aus.
2007 wurde Schembera Junioreneuropameister über 800 Meter und Vizejunioreneuropameister mit der 4-mal-400-Meter-Staffel.
Im gleichen Jahr überraschte Schembera mit dem 3. Platz beim Europacup in München. Zudem erzielte er einen neuen deutschen Jugendhallenrekord über 800 Meter in 1:47,56 min.
2008 errang er den 2. Platz beim Indoor Europa-Cup mit der Staffel (800-600-400-200 m) und wurde 4. beim Europacup in Annecy.
2009 erzielte er über 800 Meter die Bronzemedaille bei den U23-Europameisterschaften.
2011 kam Schembera in das Finale der Halleneuropameisterschaften in Paris und musste dort verletzungsbedingt aufgeben.
2015 erreichte Schembera erneut das Finale bei den Halleneuropameisterschaften in Prag und belegte hier Platz 5.
Schembera erzielte insgesamt 10 deutsche Meistertitel und einen Jugendhallenrekord.
Schembera war im Kader des Deutschen Leichtathletik-Verbandes (DLV).
Im Februar 2018 gab er das Ende seiner leistungssportlichen Karriere bekannt.

## Vereinszugehörigkeiten
Robin Schembera startete seit 2002 für den TSV Bayer 04 Leverkusen und zuvor für die Halleschen Leichtathletik Freunde.

## Persönliche Bestzeiten
(Stand: 13. August 2017)

Halle
- 400 Meter: 47,74 s, 2010 in Leverkusen
- 800 Meter: 1:46,35 min, 2011 in Stuttgart

Freiluft
- 400 Meter: 47,24 s, 2013 in Weinheim
- 800 Meter: 1:45,48 min, 2015 in Hengelo
- 1500 Meter: 3:46,96 min, 2007 Potsdam
- 3000 Meter: 8:36,92 min, 2005 Leverkusen

## Erfolge
National
- 2004: Deutscher Jugendstaffelmeister 3 × 1000 m
- 2005: Deutscher Jugendhallenmeister 1500 m
- 2005: Deutscher B-Jugendmeister 1500 m
- 2005: Deutscher B-Jugendcrossmeister
- 2006: Deutscher Jugendhallenmeister 800 m
- 2006: Deutscher Jugendmeister 800 m
- 2007: Deutscher Jugendhallenmeister 800 m
- 2007: Deutscher Jugendmeister 800 m
- 2007: Deutscher Hallenmeister der Herren 4 × 400 m
- 2008: Deutscher Hallenmeister der Herren 800 m und 4 × 400 m
- 2008: Deutscher Meister 800 m
- 2008: Deutscher Juniorenmeister 800 m
- 2009: Deutscher Meister 800 m
- 2010: Deutscher Hallenmeister der Herren 800 m
- 2013: Deutscher Hallenmeister der Herren 800 m
- 2013: Deutscher Meister 800 m[2]
- 2015: Deutscher Hallenmeister der Herren 800 m
- 2015: Deutscher Meister 3 × 1000 m

International
- 2005: 6. Platz U18-Weltmeisterschaften 800 m
- 2006: Halbfinale U20-Weltmeisterschaften 800 m
- 2007: 1. Platz U20-Europameisterschaften 800 m
- 2007: 2. Platz U20-Europameisterschaften 4 × 400 m
- 2007: 3. Platz Europa-Cup 800 m
- 2008: 2. Platz Indoor Europa-Cup Staffel 800-600-400-200 m
- 2008: 4. Platz Europa-Cup 800 m
- 2009: 3. Platz U23-Europameisterschaften
- 2010: 4. Platz Mannschaftseuropameisterschaften 800 m
- 2011: Finalist Halleneuropameisterschaften
- 2015: 5. Halleneuropameisterschaften